# Dive (musikalbum)
Dive är den svenska duon Dives sista album, utgivet 1994.

## Låtlista
1. City of Silent Wishes 4:51
2. Through the Pipeline  3:16
3. Ultralight Lovegun    5:03
4. Coming on Strong      7:17
5. Last Train Ever       3:57
6. Waiting for Elvis     4:18
7. Vow                   4:47
8. Drain                 5:50
9. The Descent           5:04
10. Next to You           5:12